# Tepecoyo
Tepecoyo é um município localizado no departamento de La Libertad, em El Salvador. Sua população estimada em 2013 era de 15 532 habitantes.

## Transporte
O município de Tepecoyo é servido pela seguinte rodovia:
- LIB-07, que liga a cidade de Sacacoyo ao município[2]